# Raonići
Raonići (en serbe cyrillique : Раонићи) est un village de Bosnie-Herzégovine. Il est situé dans la municipalité de Višegrad et dans la république serbe de Bosnie. Selon les premiers résultats du recensement bosnien de 2013, il compte 14 habitants.

## Démographie

### Répartition de la population (1991)
En 1991, le village comptait 50 habitants, tous Musulmans (Bosniaques).